# Páno Panagiá
Páno Panagiá (grec moderne : Πάνω Παναγιά) est un village de Chypre de plus de 481 habitants.